# 2027
Évszázadok: 20. század – 21. század – 22. század
Évtizedek: 1970-es évek – 1980-as évek – 1990-es évek – 2000-es évek – 2010-es évek – 2020-as évek – 2030-as évek – 2040-es évek – 2050-es évek – 2060-as évek – 2070-es évek
Évek: 2022 – 2023 – 2024 – 2025 –  2026 – 2027 – 2028 – 2029 – 2030 – 2031 – 2032

## Várható események

### Határozott dátumú események
- január 1. – Litvánia veszi át az Európai Unió Tanácsának soros elnökségét Írországtól.[1]
- február 6. – Gyűrűs napfogyatkozás Dél-Amerika, az Antarktisz valamint Nyugat- és Dél-Afrika felett.
- február 28. – Előrehozott elnökválasztás Salvadorban.[2]
- július 1. – Görögország veszi át az Európai Unió Tanácsának soros elnökségét Litvániától.[1]
- augusztus 2. – Teljes napfogyatkozás Afrika, Európa, a Közel-Kelet valamint Nyugat- és Dél-Ázsia felett.

### Határozatlan dátumú események
- április – Az Artemis III, az Artemis-program első Holdra szállása, az első 1972 óta.[3]
- december – A Lunar Gateway űrállomás moduljainak Hold körüli pályára való állítása.[4] (Az űrállomás összeszerelését az Artemis IV idején végzik el.)
- az év folyamán – Elnökválasztás Kenyában.[5]

## Az év témái

### Kiemelt témák és évfordulós emlékévek 2027-ben

#### Évszázados évfordulók
- május 1. – Lorán Lenke Jászai Mari-díjas magyar színésznő születésének 100. évfordulója.
- május 16. – Máthé Erzsi Kossuth-díjas magyar színésznő, a nemzet színésze születésének 100. évfordulója.
- május 25. − Marx György magyar fizikus, asztrofizikus, tudománytörténész születésének 100. évfordulója.
- december 31. – Ruttkai Éva Kossuth-díjas magyar színésznő születésének 100. évfordulója.